# Melitídeos
Os melitídeos (Melittidae) são uma pequena família de abelhas, com cerca de 60 espécies divididos em quatro gêneros, com habitat na África e nas zona temperada do norte.